# Pseudanophthalmus macradei
Pseudanophthalmus macradei är en grottlevande skalbagge som beskrevs 1948 av Valentine. Arten förekommer i Nordamerika och ingår i släktet Pseudanophthalmus och familjen jordlöpare. Inga underarter finns listade i Catalogue of Life.